# بمحصر
بمحصر قرية سورية في ناحية دوير رسلان في منطقة دريكيش التابعة لمحافظة طرطوس.